# Wahnsinnsszene

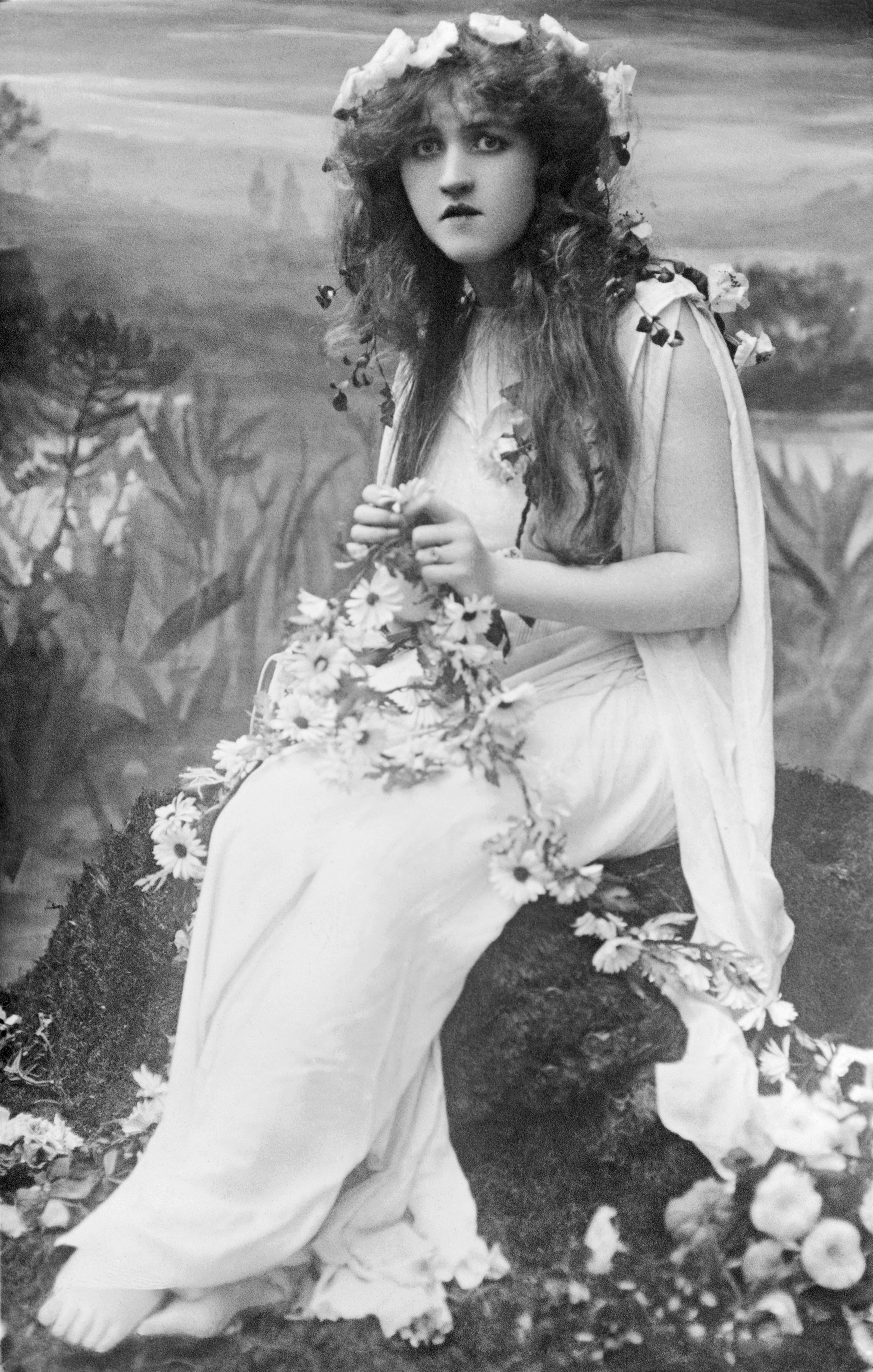
Mignon Nevada (um 1910) als Ophélie in Ambroise Thomas’ Oper Hamlet

Der Begriff Wahnsinnsszene (italienisch: Scena della pazzia; französisch: Scène de folie; englisch: Mad scene), seltener auch Wahnsinnsarie, bezeichnet in der Musik eine Darstellung von emotionaler und geistiger Verwirrung oder Umnachtung, meistens in der Oper, selten auch in Oratorium und Ballett, mithilfe von musikalischen, sprachlichen und schauspielerischen Mitteln. Den Höhepunkt an Beliebtheit erlebte die Wahnsinnsszene vom Ende des 18. bis etwa zur Mitte des 19. Jahrhunderts in der italienischen und etwas später in der französischen Oper.
Eine eindeutige Definition des Begriffs Wahnsinnsszene ist nicht ganz einfach, und Esther Huser hat darauf hingewiesen, dass einschlägige Artikel in mehreren Lexika Fehler oder Unstimmigkeiten aufweisen oder sehr eng gefasst sind. Manche Autoren zählen dazu auch Nachtwandelszenen (insbesondere in La sonnambula und Macbeth), und auch eine Abgrenzung zu Szenen mit Visionen, Beschwörungen oder Zauberei oder zu Rachearien ist nicht immer ganz eindeutig.

## Geschichte
(Genauere Angaben zu den meisten im Text erwähnten Szenen und Opern findet man unten im Abschnitt Bedeutende Beispiele.)
Ebenso wie die Definition, die soziale Wahrnehmung von und der Umgang mit psychischen Erkrankungen oder psychopathologischen Zuständen sich im Laufe der Geschichte veränderten, wurde der „Wahnsinn“ auch in der Oper im Laufe der Jahrhunderte ganz unterschiedlich dargestellt. Häufig sind dabei extreme Gefühlszustände wie starke und plötzliche Stimmungsschwankungen in verschiedenste Richtungen, irrationales oder unangemessenes (für den Betrachter zuweilen auch witzig wirkendes) Verhalten, verworrene, manchmal stockende Sprache, Halluzinationen und Visionen sowie Gedächtnisverlust oder -lücken, die auch mit einem Verlust des Gefühls für Ort und Zeit einhergehen können, oder dass nahestehende Personen nicht wiedererkannt oder verwechselt werden. Manchmal ist der „Opern-Wahnsinn“ nur vorübergehend – z. B. allein gattungsbedingt in semiseria-Opern, wie bei Elvira in I Puritani (1835) oder Linda in Linda di Chamounix (1842) –, in anderen Fällen stirbt die Person aufgrund der seelischen Erschütterungen oder bringt sich selber um (z. B. Titelfiguren in Lullys Atys, 1677, und in Lucia di Lammermoor, 1835). Eine Definition der psychischen Erkrankungen von Opernfiguren nach heutigen psychiatrischen Kategorien wurde zwar gelegentlich versucht, ist aber problematisch, weil die betreffenden Wahnsinns-Darstellungen meistens auf literarischen Vorlagen oder zeitgenössischen Ideen basieren und weniger auf konkreten Erfahrungen mit psychisch Kranken; natürlich spielt auch die Bühnenwirksamkeit und Machbarkeit eine gewisse Rolle. Im Gegensatz zu der zuweilen kolportierten und auf einigen berühmten Wahnsinnsszenen der Romantik basierenden Vorstellung, dass in erster Linie Frauen in der Oper wahnsinnig würden, verlieren sowohl männliche als auch weibliche Opernhelden und -heldinnen den Verstand, in einigen Epochen, wie im 17. oder 20. Jahrhundert, sogar wahrscheinlich mehr Männer als Frauen.
Bevor sich die Oper des Wahnsinns annahm, war er bereits ab Ende des 16. Jahrhunderts in der italienischen Commedia dell’arte und in Schauspielen ein Thema, auch Shakespeare brachte in Hamlet oder König Lear bereits „Verrückte“ auf die Bühne.

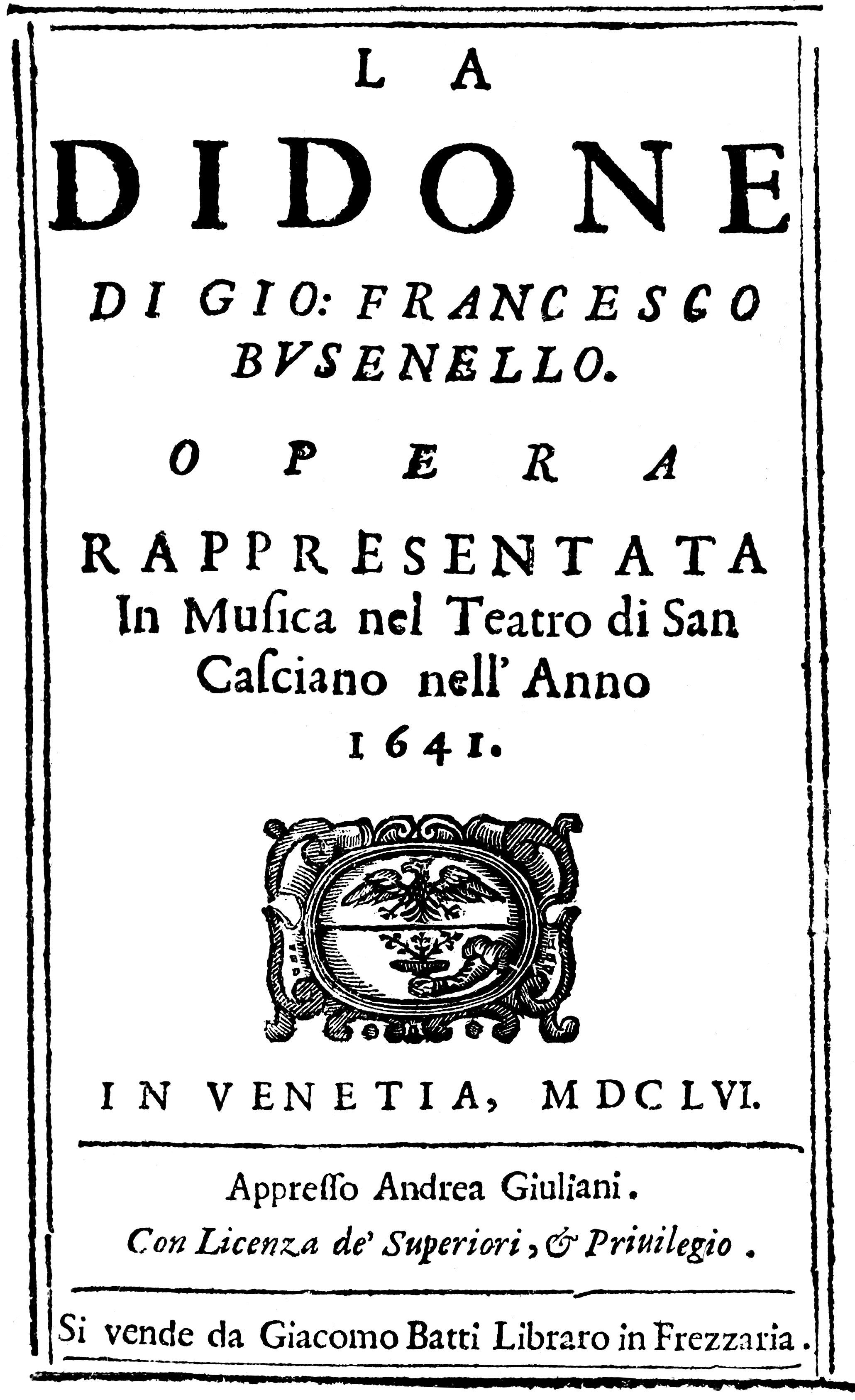
Cavallis Oper La Didone (Venedig 1643; im Bild ein Libretto von 1656) enthält eine der frühesten (allerdings komischen) Wahnsinnsszenen in der Geschichte der Oper.

Als Geburtsstätte der opernhaften Wahnsinnsszene gelten Venedig und die venezianische Oper des 17. Jahrhunderts. Das früheste bekannte Beispiel ist Francesco Sacratis im Jahr 1641 in Venedig uraufgeführte Oper La finta pazza mit einem Libretto von Giulio Strozzi. Strozzi hatte bereits 1627 ein anderes Libretto mit einer Wahnsinnsszene verfasst (La finta pazza Licori), dessen Vertonung von Monteverdi begonnen wurde (nicht erhalten). Wie der Titel besagt, handelte es sich dabei jedoch nicht um echten, tragischen Wahnsinn, sondern die Heldin Deidamia täuscht diesen nur vor, um das Herz des von ihr geliebten Achilles zu erweichen. Ihre komische Verrücktheit, im Sinne einer „Narretei“, sollte das Publikum vor allem belustigen, wobei zu bedenken ist, dass die meisten venezianischen Opern in der Karnevalssaison aufgeführt wurden. La finta pazza war extrem erfolgreich.

Ähnliche Opernstoffe finden sich auch im 18. und im 19. Jahrhundert, unter anderem noch bei Donizetti (I pazzi per progetto, 1830) und Fioravanti (Il ritorno di Columella dagli studi di Padova ossia Il pazzo per amore, 1842).
Auch in ernsteren oder tragischen Opern wie in Cavallis L’Egisto (1641) oder La Didone (1643) gab es Einlagen von komischem oder fingiertem Wahnsinn, ebenfalls zur Unterhaltung und Belustigung des Publikums.

Eine etwas andere Form der geistigen Umnachtung war die im 17. und 18. Jahrhundert übliche allegorisch-mythologische Darstellung eines tragischen Wahnsinns, der oft von Furien hervorgerufen wird und manchmal zum Tode oder Selbstmord führt. Ein Beispiel ist der Titelheld Atys in Lullys gleichnamiger Oper (1676, Paris), dem die eifersüchtige Göttin Kybele die Erinnye Alekto auf den Hals hetzt; in dem dadurch hervorgerufenen Wahn hält Atys seine Geliebte für ein Ungeheuer, das er umbringt – nach dem Erwachen erkennt er seine Gräueltat, bricht in Klagen aus und tötet sich schließlich selbst. In Händels englischsprachigem mythologischem Oratorium Hercules (1745, London) verschuldet die extrem eifersüchtige Deidamia, die Frau des Titelhelden, unbeabsichtigt durch einen missglückten Liebeszauber den Tod ihres Gemahls und hat am Ende eine sehr dramatische und für die Zeit gewagte Wahnsinnsszene darzustellen und zu singen („Where shall I fly… See, see, they come! Alecto...“, Akt III, 3). Im nahtlosen Übergang werden dabei heftige Schuldgefühle, Reue, Wut (auf sich selbst), Todessehnsucht, tiefe Trauer und Höllenvisionen ausdrückt, wo sie die Furien vor sich sieht. Diese formal sehr freie Szene besteht aus einem Accompagnato-Rezitativ und mehreren ineinander übergehenden und teilweise wiederkehrenden Ariosi.

Der Furienwahnsinn spielt noch bis zum beginnenden 19. Jahrhundert eine Rolle, es ist jedoch nicht immer eindeutig, ob auch Zauberinnen, die die Furien beschwören, zu den „Verrückten“ gezählt werden müssen, auch wenn sie ganz sicher außerhalb der Norm menschlichen Verhaltens stehen. Rossinis Armida (1817) hat allerdings, nachdem sie von ihrem Geliebten Rinaldo verlassen wurde und (vorübergehend) ihre Zauberkräfte verloren hat, ganz eindeutig einen psychischen Zusammenbruch, bevor sie die Furien um Rache anruft.

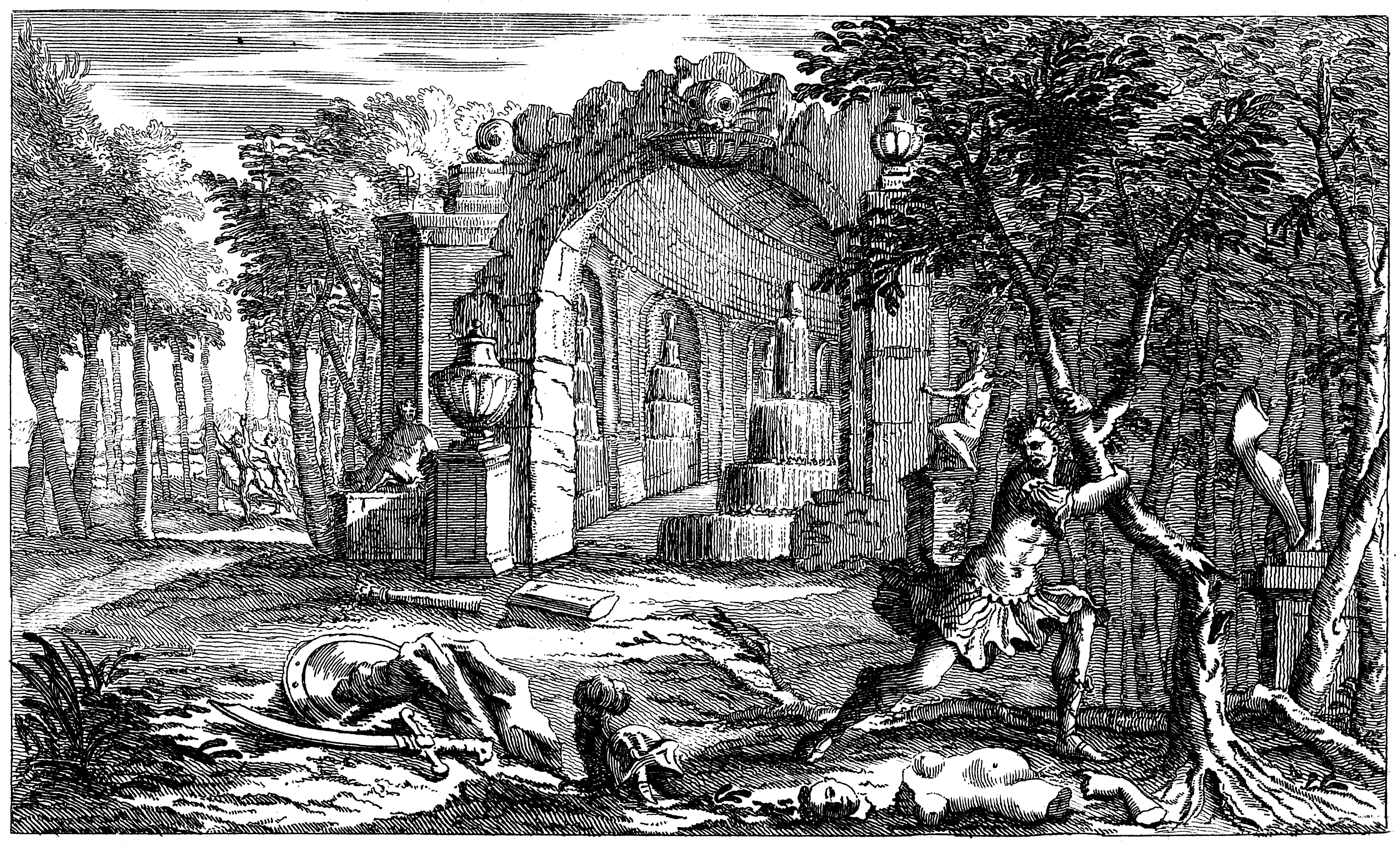
Szene aus Jean-Baptiste Lullys Roland (Acte 4), Paris, 1685

An einem „mythologischen Wahnsinn“ leidet auch der Titelheld in Ariostos Orlando furioso (Der rasende Roland) – ein im Barock sehr beliebter Opernstoff, der oft vertont wurde, unter anderem von Lully (Roland, 1685, Paris), Steffani (Orlando generoso, 1691, Hannover) Vivaldi (Orlando furioso, 1727, Venedig), Händel (Orlando, 1733, London) und Piccinni (Roland, 1778, Paris). Am berühmtesten ist davon wiederum Händels für den Alt-Kastraten Senesino komponierte Wahnsinnsszene des Orlando („Ah Stigie larve! ...“, Akt II, 11), wo er den zeitweiligen „Furor“ des Titelhelden durch häufig wechselnden Ausdruck, Wechsel von Deklamation und Arioso und mithilfe von verschiedenen Rhythmen und Tempi gestaltet, unter anderem mit Passagen im „verrückten“ 5/4-Takt.
In der Zeit der musikalischen Klassik veränderten sich die Vorstellungen von Geisteskrankheit, einerseits im Zusammenhang mit der Aufklärung, andererseits mit der Strömung der Empfindsamkeit. Erste „Irrenanstalten“ waren gegründet worden, die sogar neugierigen Besuchern offenstanden.

Eine Schlüsselrolle für die Entwicklung der romantischen Wahnsinnsszene spielte die auf das Musiktheater übertragene Gattung der comédie larmoyante, insbesondere Dalayracs Nina ou La folle par amour (1786, Paris), wo die Titelfigur bereits den Typus des unschuldigen und sensiblen jungen Mädchens verkörpert, das sich vom Geliebten verlassen glaubt und darüber den Verstand verliert, wie er später in der Romantik so beliebt wurde. Von großem Einfluss war besonders Paisiellos 1789 in Caserta uraufgeführte und sehr erfolgreiche Vertonung desselben Stoffes als Nina, o sia la Pazza per amore, wobei in diesem Falle beim Publikum nicht mehr Belustigung oder Schrecken, sondern mitfühlende, ja mitleidende Reaktionen für die erst am Ende der Oper durch die Rückkehr ihres tot geglaubten Geliebten von ihrem Seelenleiden genesende Nina hervorgerufen werden sollten und wurden.

Im selben Zusammenhang muss auch der unbekanntere, aber bedeutende Einakter Le Délire ou Les Suites d'une erreur von Berton (1799, Paris) erwähnt werden, den Huser für „eine der ausführlichsten und überzeugendsten“ Wahnsinnsdarstellungen überhaupt hält und wo der männliche Protagonist Murville seiner Spielsucht zum Opfer fällt und fälschlicherweise glaubt, seine Frau habe sich seinetwegen das Leben genommen.

Eine mitfühlende und relativ realistische Darstellung findet man auch in Paërs seinerzeit sehr erfolgreicher Opera semiseria L’Agnese (1809, Parma bzw. 1811, Neapel), wo Uberto, der Vater der Heldin, glaubt, seine mit einem jungen Mann durchgebrannte Tochter wäre tot, und darüber den Verstand verliert; Uberto wird am Ende geheilt, als Agnese zurückkehrt und ihm etwas zur Harfe vorsingt; diese Kombination von Sopranstimme mit Harfe kündigt bereits die Romantik an, obwohl Paërs Partitur sonst noch der Klassik zuzuordnen ist.

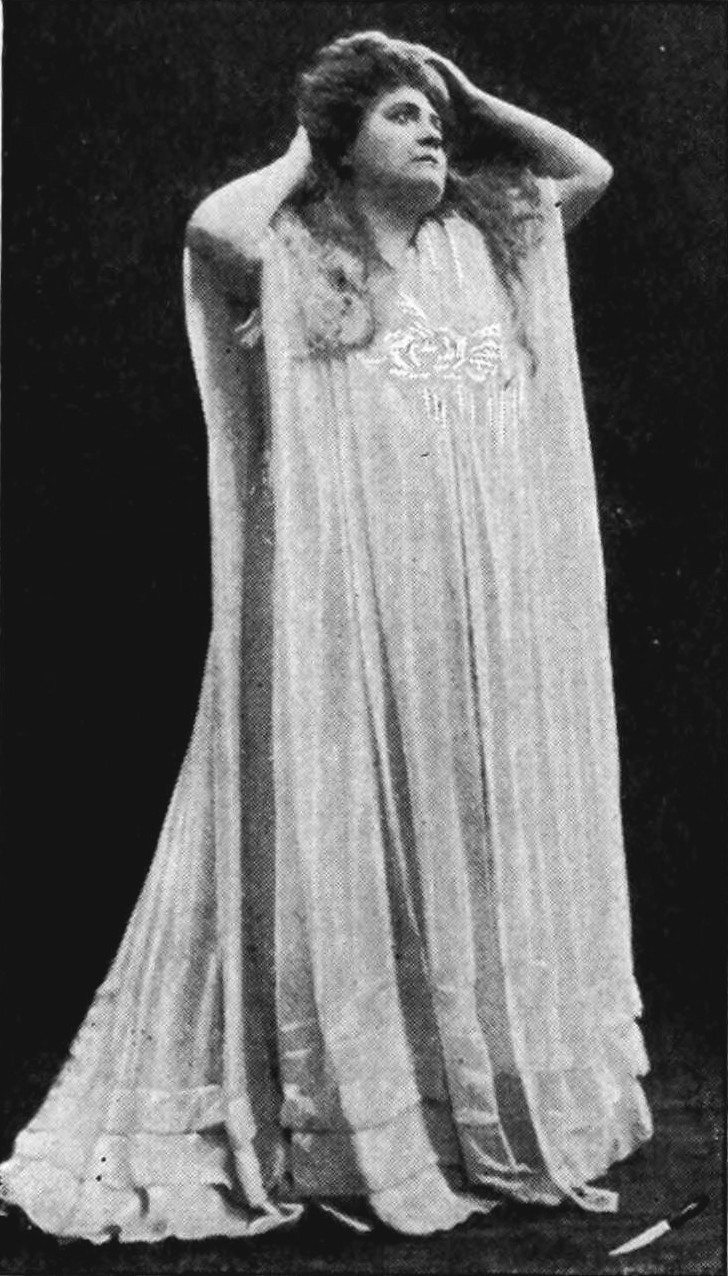
Die Sopranistin Luisa Tetrazzini (1917) in der Wahnsinnsszene der Lucia in Lucia di Lammermoor

Die berühmtesten Wahnsinnsszenen komponierten jedoch in den 1820er bis 1840er Jahren die Meister der frühromantischen italienischen Belcanto-Oper Gaetano Donizetti und Vincenzo Bellini, wobei man bei Bellini 3 oder 4 Beispiele (von insgesamt 10 Opern) und bei Donizetti ungefähr 11 (von insgesamt ca. 71 Opern) findet; der zahlenmäßige Unterschied erklärt sich sicher nicht durch eine besondere Vorliebe des später selber psychisch erkrankten Donizetti, sondern durch die wesentlich kürzere und weniger fruchtbare Lebens- und Schaffensphase Bellinis. Viele, aber nicht alle dieser Szenen werden von einer unschuldigen weiblichen Figur gesungen – musikalisch normalerweise ein (Koloratur-)Sopran – die durch unerträgliche äußere Umstände in einen seelischen Zwiespalt und psychische Zerrüttung hineingerät (z. B. Imogene in Il Pirata), deren Liebe von einem Mann verraten wird oder die sich verraten glaubt (La Sonnambula, I Puritani, Linda di Chamounix), die zu Unrecht irgendwelcher „Verbrechen“ (nicht selten der Untreue) bezichtigt wird (Anna Bolena, La Sonnambula, Linda di Chamounix) und/oder sich in einer eiskalten und grausamen, meist männlich dominierten Umwelt nicht wehren kann (u. a. Il Pirata, Anna Bolena, Lucia di Lammermoor).

Als bedeutendes Beispiel mit Vorreiter- und Schlüsselcharakter der romantischen Wahnsinnsszene des Belcanto wird in diesem Zusammenhang die Aria finale der Imogene in Bellinis Il pirata (Mailand, 1827) angesehen, während das eindeutig berühmteste Beispiel die große Wahnsinnsszene der Lucia in Donizettis Lucia di Lammermoor (1835) ist. Diese gerät in seelische Nöte, weil sie ausgerechnet den erklärten Feind ihres bösartigen Bruders liebt und von letzterem gezwungen wird, einen anderen Mann zu heiraten, den sie in ihrer Verzweiflung in der Hochzeitsnacht spontan ersticht – dieser Mord ist für das Genre der unschuldigen Wahnsinnigen allerdings untypisch. Spätestens danach versinkt sie in Wahnsinn und bricht schließlich tot zusammen.

Formal entsprechen Bellinis und Donizettis Wahnsinnsszenen (und die ihrer Zeitgenossen) dem für die italienische Belcanto-Oper charakteristischen zweiteiligen Arientypus mit einleitendem Rezitativ, Aria, Scena und meistens virtuoser Cabaletta, wobei die rezitativischen Passagen in diesem Fall oft besonders ausgearbeitet, frei und abwechslungsreich und oft mit Ariosi durchsetzt sein können. Auffällig sind die sowohl im Text als auch in der Musik teilweise vorkommenden Erinnerungsmotive aus früheren, meist glücklichen Szenen der betreffenden Oper, die oft ganz unwillkürlich auftauchen, wie in einem Bewusstseinsstrom (z. B. in La Sonnambula oder Lucia di Lammermoor), und die daher nur im Gesamtkontext der Oper richtig verstanden werden können. Was die meisten dieser Wahnsinnsszenen musikalisch so beeindruckend macht, ist die prädestinierte, anspruchsvolle Behandlung der Solostimme, die oft große, ausdrucksvolle Schönheit der Melodik, kombiniert mit dramatischem Gefühlsausdruck und anspruchsvollen Koloraturen, und nicht zuletzt auch die Länge der Szenen, an denen meistens auch andere Sänger und der Chor beteiligt sind und von denen die bedeutendsten je nach Interpretation über 11 Minuten dauern, einige sogar fast 20 Minuten. Eine Ausnahme in mehrfacher Hinsicht ist die nur etwa 7-minütige und musikalisch relativ unspektakuläre Szene der Linda di Chamounix, die aber von Donizetti selber (bei exzellenter Ausführung) als in einem realistischen Sinne besonders gelungen angesehen wurde. Abgesehen vielleicht von den Erinnerungsmotiven und eventuell orchestralen Details (sowie der schauspielerischen Darbietung der Interpretin) ist ein musikalisch wirklich signifikanter und eindeutiger Unterschied der Wahnsinnsszenen zu anderen Primadonnen-Szenen der Zeit – z. B. in Donizettis Maria Stuarda, Lucrezia Borgia und Gemma di Vergy oder Bellinis Norma und Beatrice di Tenda, die sich bei aller Verschiedenheit auch in schwierigen Situationen befinden und emotional teilweise am Rande des Abgrunds bewegen – jedoch nur schwer auszumachen.
Eine musiktheoretische Beschäftigung mit der Wahnsinnsszene setzte erst ein, nachdem Sängerinnen wie Maria Callas, Joan Sutherland, Montserrat Caballé u. a. sich ab den 1950er und -60er Jahren für dieses Repertoire eingesetzt hatten.
Ein ungewöhnliches Gegenstück zu den Wahnsinnsszenen von Bellini und Donizetti findet sich am Ende des 1. Aktes von Adolphe Adams Ballett Giselle (Paris, 1841); auch hier ist die Protagonistin ein unschuldiges Mädchen, dessen Liebe (in aller Öffentlichkeit) schwer verletzt wurde und das am Ende tot zusammenbricht. Ähnlich wie in der Oper tauchen in der Musik Erinnerungsfetzen auf, nur dass die Gefühle dabei mithilfe von Pantomime und Tanz ausgedrückt werden müssen.

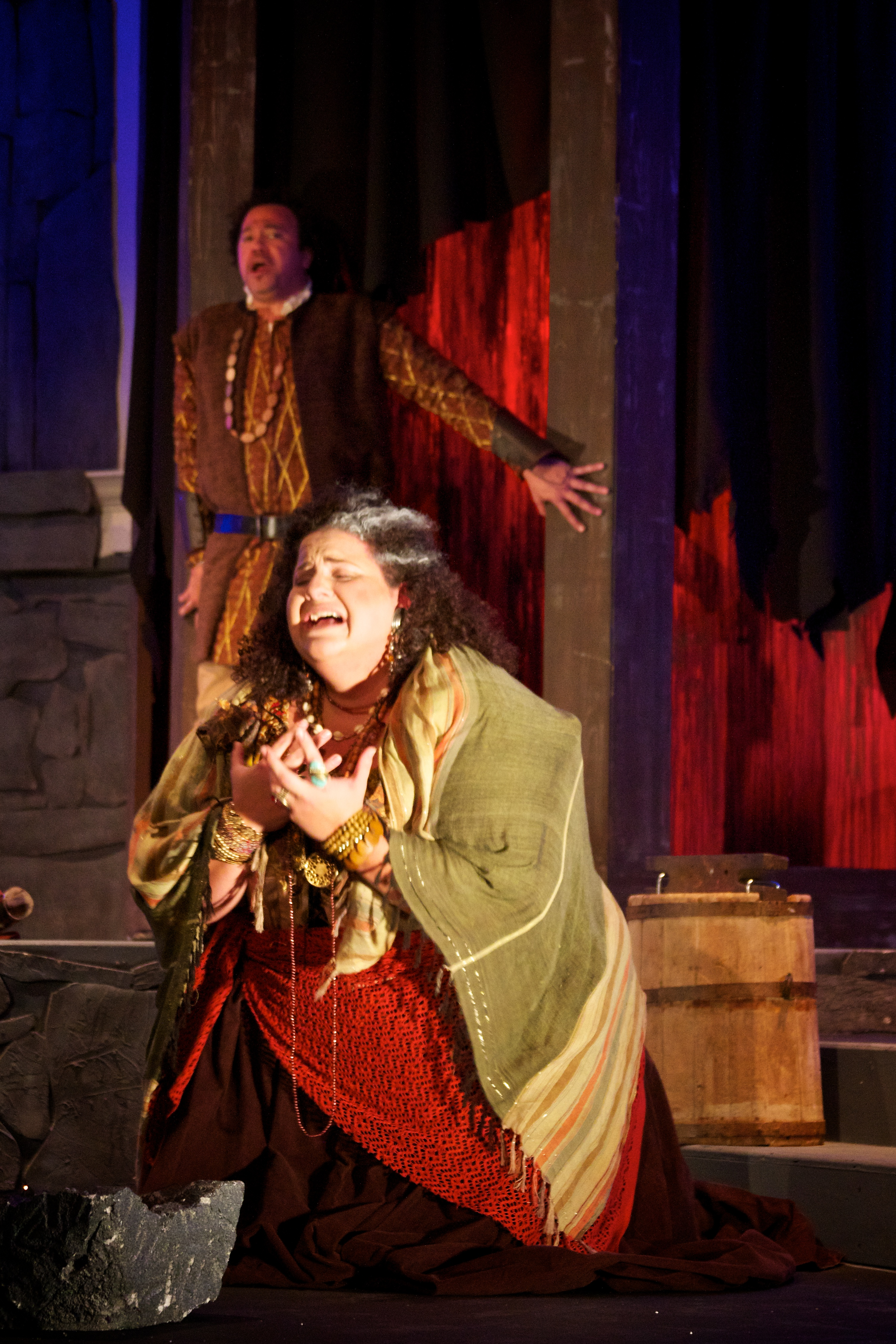
Szene der Azucena in einer Aufführung von Verdis Il trovatore

Daneben gab es in der italienischen Romantik auch wahnsinnige männliche Opernhelden. Eine extrem ausführliche Darstellung von Opernwahnsinn, die in mancherlei Hinsicht mit den weiblichen Unschuldigen vergleichbar ist, findet sich in Donizettis Semiseria-Oper Il furioso all’isola di San Domingo (1833), wo der von einem Bariton gesungene Held Cardenio den Verstand verloren hat, weil er von seiner Verlobten betrogen wurde. Er ist fast während der gesamten Oper depressiv, im Gegensatz zu den weiblichen Wahnsinnigen verfällt er aber auch in wütende Raserei und es kommt zu komischen Verwechslungsszenen (was hier gattungsbedingt möglich ist). Don Ruiz in der Seria-Oper Maria Padilla (1841) ist ein Edelmann und liebender Vater, der (ähnlich wie in Paërs L’Agnese) über das unglückliche und unehrenhafte Schicksal seiner Tochter Maria (als königliche Mätresse) seelisch verfällt. Diese Partie ist ungewöhnlicherweise für einen Tenor komponiert, der aber keine rein solistische Wahnsinnsszene hat, sondern dies vor allem in einem ziemlich realistisch wirkenden Duett mit Maria ausdrückt.
Im Gegensatz zu den bisher genannten gibt es in der italienischen Romantik auch weniger „sympathische“ Wahnsinnige, die im wahrsten Sinne des Wortes selber schuld sind, dass es ihnen schlecht geht, wie den von seinem schlechten Gewissen gebeutelten Königsmörder Assur in Rossinis Semiramide (1823), dessen Wahnsinnsszene jedoch relativ kurz ist. Noch bekannter ist Verdis Nabucco (1842), welcher getroffen von einem göttlichen Blitz den Verstand verliert, nachdem er sich in seiner Hybris selber zum Gott erklärt hat (am Ende von Teil II) – dies ist nur eine kurze Szene, die in ihrer Gestaltung und Wirkung gar nicht vergleichbar ist mit den oben genannten weiblichen Beispielen oder mit Donizettis Furioso.

Relativ selten sind geistig zerrüttete weibliche Opernfiguren, die nicht unschuldig oder moralisch einwandfrei sind. Zu den drei bekanntesten Beispielen gehört die zwischen ihrer (unerwiderten) Liebe, Eifersucht und Rachegefühlen und ihrer starren und harten Macht-Rolle als Königin hin- und hergerissene alternde Elisabetta in Donizettis Roberto Devereux (1837), die es am Ende nicht verkraftet, dass sie selber das Todesurteil über den von ihr geliebten, aber des Hochverrats angeklagten Titelhelden unterzeichnet hat. Hochgradig schuldig ist die durch und durch böse und machtgierige, aber später von Gewissensbissen über die von ihr verschuldeten Morde geplagte Lady Macbeth in Verdis Macbeth (1847), deren psychologisch sehr einfühlsam gestaltete, mit beinahe erstickter Stimme vorzutragende „Nachtwandelszene“ mit ihrer wirksamen Instrumentierung eine der beeindruckendsten Wahnsinnsdarstellungen überhaupt ist und sich deutlich von den schönen Kantilenen der unschuldigen Heroinen unterscheidet. Eine merkwürdige, aber realistisch wirkende Mittelstellung hat die unbestreitbar schwer traumatisierte, seelisch fragile und immer wieder halluzinierende Zigeunerin Azucena in Verdis Il trovatore (1853), die während der Verbrennung ihrer Mutter auf einem Scheiterhaufen in wahnsinniger Verzweiflung und geistiger Umnachtung ihr eigenes Kind durch eine Verwechslung ermordete und von den Erinnerungen ihr Leben lang heimgesucht wird. Azucena ist auch darin ungewöhnlich, dass sie nicht mehr ganz jung, sondern eine ältere Frau ist, die wahrscheinlich auch deshalb (und weil sie nicht ganz schuldlos ist) für einen Mezzosopran komponiert ist.
Während man sich in der deutschen Oper der Romantik weniger für Wahnsinn interessierte, oder zumindest eher am Rande, finden sich auch in der französischen Oper des 19. Jahrhunderts einige berühmte Beispiele für große anspruchsvolle und virtuose Wahnsinnsszenen unschuldiger weiblicher Gestalten, darunter Ophélie in Ambroise Thomas’ Hamlet (1868) oder Dinorah in Meyerbeers Dinorah ou Le pardon de Ploërmel (1859).
Im späten 19. Jahrhundert veränderte sich die Vorstellung vom Opern-Wahnsinn und im Laufe des 20. Jahrhunderts machte sich zunehmend der Einfluss der zunächst noch ganz neuen Psychoanalyse und Psychologie bemerkbar. Die unschuldigen romantischen Heroinen, die sozusagen in Schönheit seelisch zerbrechen, sind verschwunden, stattdessen tritt nun unter anderem der von Verdis Lady Macbeth (und vielleicht auch von den barocken Zauberinnen) gewissermaßen angekündigte Typus der femme fatale auf und die Darstellungen von psychopathologischem Leiden und/oder Verhalten wurden – nicht zuletzt auch unter dem musikalischen Einfluss Wagners und der später atonalen Tendenzen – oft sehr abgründig, wie bereits in Richard Strauss’ Salomé (1905) und Elektra (1909). In der Oper des 20. Jahrhunderts verschob sich außerdem das Gleichgewicht der Geschlechter: Nun waren fast zwei Drittel der psychisch kranken Opernfiguren Männer, und Huser fand heraus, dass 41 der 47 von ihr untersuchten Szenen tragisch enden. Die bekanntesten Beispiele sind der in einer hoffnungslosen Welt zugrunde gehende, arme und von seiner Geliebten Marie betrogene Wozzeck (1925) in der hochgradig atonalen Partitur von Alban Berg; Brittens Peter Grimes (1945), der an der feindseligen Ausgrenzung seines Umfeldes zerbricht und am Ende im Meer Selbstmord begeht; sowie Tom Rakewell in Strawinskys neoklassizistischer Oper The Rake’s Progress (1951). Letzterer hat gute Vorsätze, lässt sich aber aus Liebe zum Müßiggang naiv und unwissend auf den Teufel ein, wird von diesem auf perfide und grotesk anmutende Weise in den Wahnsinn getrieben und stirbt am Ende in der Psychiatrie. Es fällt außerdem auf, dass die drei genannten Figuren alle Beziehungsprobleme mit Frauen haben; in den beiden letzteren Fällen ist die jeweils geliebte Frau wegen der übrigen Lebensprobleme für den Mann nicht erreichbar – ein offenbar zeitloses und geschlechterübergreifendes Motiv für seelisches Leid.

## Bedeutende Beispiele
Im Folgenden werden die meisten im obigen Text erwähnten Szenen (und einige andere) genauer definiert; soweit bekannt, werden Text, Akt und Szene und am Ende in Klammern die „wahnsinnige“ Figur angegeben.
Jean-Baptiste Lully
- Atys (Paris, 1676): „Ciel quelle vapeur m’environne! Tous mes sens sont troublez,...“, Akt V, 3–4 (Atys)

Georg Friedrich Händel
- Orlando (London, 1733): „Ah! Stigie larve... Vaghe pupille“, Akt II, 11 (Orlando)
- Hercules (London 1745): „Where shall I fly?… See, see, they come! Alecto...“, Akt III, 3 (Deidamia)

Wolfgang Amadeus Mozart
- Idomeneo, re di Creta (München, 1781): „Oh smania, oh furie … D’Oreste, d’Aiace...“, Akt III, Nr. 28–29 (Elettra) – Diese könnte auch als Rachearie verstanden werden.

Giovanni Paisiello
- Nina, o sia la Pazza per amore (3. Version: Parma, 1794): „Questa è l’ora... Il mio ben quando verrà...“, Akt I, 6; außerdem: „Ah non mi abbandonate... Lontana da te, – Lindoro suo ben Nina languia d’amore“, Akt I, 8; dazu viele weitere Nummern im Dialog mit anderen Personen (Nina)

Ferdinando Paër
- L’Agnese (Parma, 1809/1811): „Se sentissi qual fiamma vorace m’arde il seno...“, Finale Akt II (Uberto) – der Wahnsinn wird in dieser Szene vor allem in rezitativischen Dialogen mit anderen Personen dargestellt.

Gioachino Rossini
- Armida (Neapel, 1817): „Dove son io?...Fuggi... – Vendetta ... –  Amor ... – È ver... gode quest’anima in te, fatal Vendetta...“, Akt III, 10–11 (Finale) (Armida)
- Semiramide (Venedig, 1823): „Ah, che miro ...Deh ti ferma ...Que’ numi furenti“, Akt II, 4 (Assur)

Vincenzo Bellini
- Il Pirata (Mailand, 1827): „Oh, s'io potessi dissipar le nubi... Col sorriso d'innocenza... Oh, Sole! ti vela di tenebra fonda“, Aria finale in Akt II (Imogene)
- La Sonnambula (Mailand, 1831): „Oh! se una volta sola... Ah! non credea mirarti... Ah! non giunge uman pensiero“, Aria finale in Akt II (Amina)
- I puritani (Paris, 1835): „O rendetemi la speme... Qui la voce sua soave... Vien, diletto, è in ciel la luna“, Akt II (Elvira)

Gaetano Donizetti
- L’esule di Roma (Neapel, 1828): „Al mio delitto!... Entra nel Circo! Ahi misero!... Di Stige il flutto ancor...“, Akt II,2 (Murena)
- Anna Bolena (Mailand, 1830): „Piangete voi?... Al dolce guidami castel natio... Qual mesto suon?... Coppia iniqua“, Aria finale in Akt II (Anna)
- Il furioso all’isola di San Domingo (Rom, 1833): „Tutto, tutto è velen' per me... Vedi, una volta... Di quegl’occhi... Era il sorriso de’ giorni miei...“, Akt I, 6–7 (Cardenio) – Cardenio hat mehr als eine Wahnsinnsszene, da er fast die ganze Oper „verrückt“ ist.
- Lucia di Lammermoor (Neapel, 1835): „Il dolce suono... Ardon gl'incensi... Spargi d'amaro pianto“, Akt II, 14 (Lucia)
- Roberto Devereux (Neapel, 1837): „Vivi, ingrato... Questa gemma donde avesti? Quali smanie... Quel sangue versato“, Aria finale in Akt III (Elisabetta)
- Maria Padilla (Mailand, 1841): Duett in Akt III (Don Ruiz di Padilla)
- Linda di Chamounix (Wien, 1842): „Carlo! Carlo! A consolarmi affrettati...“,  Akt II, 7 (Linda)

Giuseppe Verdi
- Nabucco (Mailand, 1842): „Chi mi toglie“, Teil 2, Finale (Nebukadnezar)
- Macbeth (Florenz, 1847): „Una macchia“, Akt IV, Nr. 15 (Lady Macbeth)
- Il Trovatore (Rom, 1853): „Stride la vampa... E tu la ignori... Condotta ell’era“, Akt 2, 1 (Azucena)

Giacomo Meyerbeer
- L’étoile du nord (Paris, 1854): „C’est bien lui... la,la,la chéri!“ (Catherine)
- Dinorah ou Le pardon de Ploërmel (Paris, 1859): „Dieu! comme cette nuit... Ombre légère“ (Dinorah)

Ambroise Thomas
- Hamlet (Paris, 1868): „À vos jeux, mes amis, permettez-moi... Partagez-vous mes fleurs... Pâle et blonde... La sirène passe... Mon âme est jalouse“ (Ophélie)

Modest Mussorgsky
- Boris Godunow (Sankt Petersburg, 1874): „Oi! Duschno, Duschno“ (Boris)

Nikolai Rimsky-Korsakov
- Die Zarenbraut (Moskau, 1899): „Iwan Sergeitsch, chotschesch w sad poidjom?“, Akt IV, 2 (Marfa)

Alban Berg
- Wozzeck (Berlin, 1925): „Oh-oh Andres!“ (Wozzeck)

Benjamin Britten
- Peter Grimes (London, 1945): „Steady. There you are, nearly home“ (Peter Grimes)

André Previn
- A Streetcar named Desire (San Francisco, 1998) (Blanche DuBois)

## Einspielungen (Auswahl)
Hier werden keine Opern-Gesamtaufnahmen angegeben, sondern nur Arienprogramme, die ausdrücklich dem Thema Wahnsinnsszene gewidmet sind.
- Maria Callas – Mad Scenes. Szenen aus Il Pirata, Anna Bolena und Hamlet. Mit Philharmonia Orchestra & Chorus, Dir.: Nicola Rescigno (EMI, 1959; später wiederveröffentlicht)
- Joan Sutherland  – Mad Scenes. Szenen und Arien aus I Puritani, Dinorah, Hamlet, L'Étoile du Nord, Lucia di Lammermoor. Mit dem London Symphony Orchestra, dem Orchestre de la Suisse Romande, dem Welsh National Opera Orchestra, Chorus and Orchestra of the Royal Opera House Covent Garden u. a., Dir.: Richard Bonynge (Kompilation aus früheren Aufnahmen: Decca, 2000)
- Edita Gruberova – Mad Scenes. Szenen aus Il Pirata, Anna Bolena, I Puritani, Hamlet, Die Zarenbraut. Mit dem Chor des Bayerischen Rundfunks, Münchner Rundfunkorchester, Dir.: Fabio Luisi (Nightingale Records, 1998/2007)
- Natalie Dessay – Mad Scenes. Szenen und Arien aus Lucie de Lammermoor (franz. Originalfassung), I Puritani, Hamlet, Dinorah, Candide (Bernstein), Lucia di Lammermoor (ital. Originalfassung). Mit Orchestre et Choeurs de l’Opera de Lyon, Concerto Köln u. a., Dir.: Evelino Pidò, Michel Plasson u. a. (Kompilation aus früheren Aufnahmen: Virgin Classics, 2009)
- Classic Mad Scenes – Historic Met Broadcasts. Szenen und Arien aus Idomeneo, Die Zauberflöte, I Puritani, Lucia di Lammermoor, Macbeth, Salomé, Peter Grimes. Mit Roberta Peters, Grace Bumbry, Renata Scotto, Carol Vaness, Luciana Serra, Edita Gruberova, Philip Langridge, Orchester und Chor der Metropolitan Opera, New York. (Kompilation aus Live-Auftritten; The Metropolitan Opera Radio Broadcasts, 2013)